# Joanna Aroepa
Joanna Aroepa, ook wel Jo-ann Arupa, is een Surinaams bestuurder. Tussen 2016 en 2020 was ze districtscommissaris van Coeroenie en Kabalebo.

## Biografie
Rond 2015 maakte Joanna Aroepa  deel uit van het Kabinet van de President Desi Bouterse. In maart van dat jaar werd ze geïnstalleerd in de Juridische Commissie Verkiezingen die noodzakelijk was voor de stembusgang van mei 2015.
Joanna Aroepa werd op circa 16 september 2019 benoemd tot districtscommissaris (dc) van Coeroenie. Voordat ze aantrad kreeg ze net als de andere kandidaten eerst een training.
Begin februari 2019 werd ze vanuit Paramaribo gereshuffeld met haar collega Trees Cirino, waarbij ze elkaars ressort overnamen. Aroepa vervolgde hierdoor als dc van Kabalebo. Ze bleef aan als dc tot enkele maanden na de verkiezingen van 2020. Ze werd opgevolgd door Josta Lewis.